# Мясников, Иван Семёнович
 Ива́н Семёнович Мяснико́в (Пустынников) (1710, Синбирск, Синбирский уезд — 8 [19] сентября 1780, Симбирск, Симбирский уезд) — симбирский купец, коллежский асессор, владелец горных заводов на Урале. Один из богатейших людей Российской империи XVIII века. Брат М. С. Мясникова.

## Биография
Вместе со своим свояком Яковом Твердышевым и его братом Иваном владел 15 металлургическими предприятиями, в том числе Воскресенский (построен в 1745), Преображенский (1750), Богоявленский (1752), Архангельский (1753), Благовещенский (1755, в простонародии назывался «Мясниковским», основан братом ) Верхоторский (1757) медеплавильные; Катав-Ивановский (1759), Симский (1761), Юрюзань-Ивановский (1762), Белорецкий (1767), Усть-Катавский (1764), Покровский (1759) железоделательные. Эти заводы в конце шестидесятых — начале семидесятых годов XVIII века выплавляли 22—23 % меди и 12—13 % железа России. В непосредственном управлении Мясникова находились чугуноплавительные и железоделательные предприятия. Кроме того, Мясников владел суконными фабриками и мельницами в Симбирском наместничестве.
В начале правления Екатерины II дом Мясникова был единственным, не считая собора, каменным зданием в Симбирске, поэтому именно в этом доме императрица была вынуждена остановиться во время знаменитого путешествия по Волге в 1767 году. Иван Мясников упоминается в архивных заготовках к «Истории Пугачева» А. С. Пушкина. Обстоятельное описание его заводов содержится в бумагах академика Палласа.
Похоронен на некрополе Симбирского Спасского монастыря.

## Семья
Был женат на Татьяне Борисовне Твердышевой, которая наследовала всё состояние своих бездетных братьев, и имел четырёх дочерей — наследниц восьми заводов и 76 тысяч душ крестьян, одних из самых богатых невест своего времени. Несмотря на своё незнатное происхождение, они сделали приличные партии и явились родоначальницами богатства многих из знатнейших русских фамилий. Каждая получила в приданое по два завода и 19 тысяч душ крестьян, три старшие всю жизнь тайно принадлежали к старообрядчеству.
- Аграфена Ивановна (1738—после 1794), была замужем за бригадиром Алексеем Николаевичем Дурасовым. От них разбогатели не только мужское потомство Дурасовых, но также графы Ф. А. Толстой и А. А. Закревский.
  - Степанида (176.—1821), замужем за графом Ф. А. Толстым (1758—1849).
    - Аграфена Фёдоровна (1799—1879), известная в своё время красавица, замужем за А. А. Закревским.

  - Николай (1760—1818), армейский бригадир, создатель и владелец подмосковной усадьбы Люблино.
- Ирина Ивановна (1741—1823), была замужем за полковником Петром Афанасьевичем Бекетовым (1734—1796), положила основание состоянию Бибиковых и Балашевых.
  - Екатерина Петровна (1771—1827), замужем за Сергеем Сергеевичем Кушниковым (1765—1839)
    - Софья Сергеевна (1807—1882), с 1826 года замужем за Д. Г. Бибиковым.

  - Елена Петровна (1779—1823), замужем за генералом А. Д. Балашовым.
- Дарья Ивановна (1743—08.10.1808[10]), была замужем за Александром Ильичём Пашковым (1734—1809), их внучки передали свою часть богатства в фамилии князей Долгоруких, Васильчиковых и графов Левашовых.
  - Иван Александрович (1763—1828), женат на Евдокии Николаевне Яфимович (1770—1838).
    - Дарья Ивановна (1790—1817), с 1810 года за Петром Васильевичем Сушковым (1783—1855).
      - Евдокия Петровна (1811—1858), русская поэтесса, переводчица, драматург и прозаик.

    - Варвара Ивановна (1793—1816), с 1812 года за князем В. П. Долгоруковым.
      - Пётр Владимирович (1816—1868), историк и публицист.

  - Василий Александрович (1764—1834), женат на графине Екатерине Александровне Толстой (1768—1835).
    - Татьяна Васильевна (1793—1875), с 1814 года жена князя И. В. Васильчикова (1777—1847).
    - Евдокия Васильевна (1796—1868), с 1824 года жена графа В. В. Левашова (1783—1848).
- Екатерина Ивановна (1746—1833), была замужем за Григорием Васильевичем Козицким (1724—1775).
  - Александра Григорьевна (1772—1850), была замужем за французским эмигрантом графом И. С. Лавалем.
    - Екатерина Ивановна (1800—1854), жена декабриста С. П. Трубецкого, последовавшая за ним в Сибирь.

  - Анна Григорьевна (1773—1846), вторая жена князя Александра Михайловича Белосельского-Белозерского.
    - Эспер Александрович (1802—1846), генерал-майор, который затеял строительство дворца Белосельских-Белозерских на Невском проспекте.
    - Елизавета Александровна (1805—1824), жена военного министра князя А. И. Чернышёва.

- Аграфена Закревская
- Екатерина Кушникова
- Софья Бибикова
- Елена Балашова
- Татьяна Васильчикова
- Евдокия Левашова
- Екатерина Козицкая